# 邹元伯
邹澄享 (1908 - 1967)，号元伯（后世知邹元伯 者众）。湖北公安县人。邹姓公安三大家后期主要人物。幼年在家乡接受良好的私塾教育，继以邹澄享入武昌荆南中学 （与公安籍王竹溪等为同时期校友)，后入军政。中华民国年间曾任石首、公安、华容三县联防指挥官并兼任石首县县长, 军民联合办事处主任，公安县长等职。1950年离开大陆，经香港到台湾，后病逝于台北。
据《公安县志》(1990版) 第22章“军事”里有关于邹元伯的记载：邹元伯，东南乡胡家厂邹姓三大家首户。 邹元伯建立的护院武装，有院丁80人，枪80支。 1927年任五区团总，率部与湘鄂边区樊学赐、杨荣祥领导的农民武装发生战斗，杨荣祥父子遇难。邹元伯被国民党中央指派为石首、公安、华容三县联防指挥官并兼任石首县县长。1930年6-7月间，中国工农红军第六军贺龙、周逸群、段德昌等部联合进攻三县，邹元伯率部与红军在黄山头发生战斗，被红军击败， 溃退到胡家厂。红军乘胜追击到邹元伯的故居，将其庭院捣毁，护院队打散。将其房屋及藏书楼全部焚毁.  邹元伯逃往沙市。 是月末，邹随李大贵带县联防团反攻公安，又重新召集院丁再建护院队，直至1933年被红军消灭。
《红二军团诞生记》也对这一段历史有记载：按照中央和鄂西特委指示，为接应红四军(洪湖)（注：1930年7月7日后红四军改称红二军），红六军于6月下旬挥师渡江，经华容、南县、安乡，于6月30日抵达公安和安乡交界黄山头。7月1日清晨，六军先头部队从黄山头进入公安县境，在黄山头马鞍山、沙口市一带击溃公安四、五、六三个区团防和安乡团防部队600多人，缴枪200余枝。在胡家厂火烧“三大家”。7月1日下午红六军十七师占领闸口，十六师攻占公安县城南平。 
《红二军团的南征及在公安的活动》记载：1930年10月30日，中国工农红军第二军 从南县出发经官垱到达黄山头。31日从黄山头向公安县城(南平)进击，敌新七旅第三团和公安县常备团邹元伯部到甘家厂、杨家厂一带阻击，二军在甘家厂、瓦窑河与敌遭遇，打死 邹元伯 部中队长张鹤林。先头部队于11月1日中午攻占公安县城，获枪三百余支。敌向申津渡方向逃去。国民党公安县县长奉文晶带公安县常备团逃到了沙市。我后续部队住甘家厂、孟家溪、郑公渡等地。 
在1930年7－11月的 这次“捣毁庭院”“火烧三大家”的战斗历史中，最可悲的是已有百余年历史的邹美中藏书楼及无数典籍藏书毁于一时，时人描述“大火烧了几天几夜不熄”。
1931年退役后，任公安县水利委员会主任委员，抗日战争时期，任公安县军民联合办事处主任，兼第四区行政区（荆州）动员委员会委员。1945年，抗日战争胜利后，被选为公安县参议员。
1949年7月公安解放后，邹元伯于1950年在许侠的帮助下到达武汉。 后又通过他的亲戚原湖北军管区中将副司令袁亮甫得到几张火车票，乔装成其弟邹若泉十岁女儿邹瑞林的仆人到香港。 而后其第邹若泉，邹鲁泉等人及其部分家属也先后去香港，后转徙台湾。
邹元伯于1967年农历七月，病逝于台北。

## 亲属
天祖 鄒美中
高祖 鄒崇漢
曾祖 邹高炜 
祖父 鄒坤祜
父亲 鄒永钿
弟 邹若泉（字澧享），邹鲁泉
邹元伯有三个儿子，长子 鄒先棨，曾任国民党部队缉私艇长。次子鄒先秘，曾任人民政府工程师，后与其子女定居加拿大温哥华。三子鄒先穑，晚年随子女定居广东深圳。